# Georgi Yordanov
Georgi Yordanov (bulgare : Георги Йорданов), né le 21 juillet 1963 à Plovdiv en Bulgarie, est un footballeur international bulgare qui évoluait au poste de milieu de terrain.

## Biographie

### Carrière en club
Georgi Yordanov joue en Bulgarie et en Espagne. Il évolue principalement en faveur du Levski Sofia, du Sporting de Gijón et du CSKA Sofia.
Il dispute 235 matchs en première division bulgare, inscrivant 51 buts. Il joue également 98 matchs au sein des championnats espagnols, marquant 8 buts, avec notamment 77 rencontres en Primera División. Il réalise sa meilleure performance lors de la saison 1986-1987, où il inscrit 10 buts en première division bulgare avec le club du Levski Sofia.
Il remporte au cours de sa carrière deux titres de champion de Bulgarie, et trois Coupes de Bulgarie.
Participant régulièrement aux compétitions européennes, il dispute quatre matchs en Coupe d'Europe des clubs champions, huit en Coupe de l'UEFA, et sept en Coupe des coupes. Il inscrit son seul but en Coupe d'Europe le 22 octobre 1986, contre le Velež Mostar, en Coupe des coupes. Il est quart de finaliste de la Coupe des coupes en 1987 avec le Levski Sofia, en étant battu par le club espagnol du Real Saragosse.

### Carrière en sélection
Georgi Yordanov reçoit 40 sélections en équipe de Bulgarie, inscrivant trois buts, entre 1983 et 1992. Toutefois, certaines sources font état de seulement 39 sélections.
Il reçoit sa première sélection en équipe nationale le 7 août 1983, en amical contre l'Algérie (défaite 2-3). Il inscrit son premier but avec la Bulgarie le 20 mai 1987, contre le Luxembourg. Ce match gagné 3-0 à Sofia rentre dans le cadre des éliminatoires de l'Euro 1988. 
Il marque son deuxième but le 7 août 1988, en amical contre l'Islande, pour une victoire 2-3 à Reykjavik. Son troisième et dernier but a lieu le 23 août 1989, en amical contre l'Allemagne de l'Est (match nul 1-1 à Erfurt).
Il dispute trois matchs lors des éliminatoires de l'Euro 1988, quatre lors des éliminatoires du mondial 1990, six lors des éliminatoires de l'Euro 1992, et enfin deux lors des éliminatoires du mondial 1994.
Il figure dans le groupe des sélectionnés lors de la Coupe du monde de 1986. Lors du mondial organisé au Mexique, il joue deux matchs : contre l'Argentine, puis contre le pays organisateur.

## Palmarès
| Levski Sofia - Championnat de Bulgarie (1) : - Champion : 1987-88. - Vice-champion : 1986-87 et 1988-89. - Coupe de Bulgarie (1) : - Vainqueur : 1985-86. - Finaliste : 1986-87 et 1987-88. |  | CSKA Sofia - Championnat de Bulgarie (1) : - Champion : 1996-97. - Coupe de Bulgarie (2) : - Vainqueur : 1996-97, 1998-99. - Finaliste : 1997-98. |